# Hymenophyllum paucicarpum
Hymenophyllum paucicarpum là một loài thực vật có mạch trong họ Hymenophyllaceae. Loài này được Jenman miêu tả khoa học đầu tiên năm 1890.